# Hypericum faberi
Hypericum faberi är en johannesörtsväxtart som beskrevs av Robert Keller. Hypericum faberi ingår i släktet johannesörter, och familjen johannesörtsväxter. Inga underarter finns listade i Catalogue of Life.